# Callitris
Callitris is de botanische naam van een geslacht uit de cipresfamilie (Cupressaceae). Het geslacht bestaat uit 15 soorten, waarvan 13 soorten voorkomen in Australië en 2 soorten (Callitris neocaledonica en Callitris sulcata) op het eiland Nieuw-Caledonië.

## Soorten
- Sectie Callitris 
  - Callitris baileyi 
  - Callitris canescens 
  - Callitris columellaris 
  - Callitris drummondii 
  - Callitris endlicheri 
  - Callitris monticola 
  - Callitris muelleri 
  - Callitris neocaledonica
  - Callitris oblonga 
  - Callitris preissii 
  - Callitris rhomboidea 
  - Callitris roei 
  - Callitris sulcata 
  - Callitris verrucosa
- Sectie Octoclinis
  - Callitris macleayana